# Francisco Moreno Flores
Francisco Moreno Flores (Tupungato, Mendoza, 2 de abril de 1996) deportista argentino, miembro del equipo de quads de Yamaha Racing SMX Dragón, subcampeón en 2 ocasiones del Rally Dakar.

## Carrera deportiva
Es piloto de cuatrimotos de rally raid y quadcross, teniendo participaciones 
en campeonatos regionales.
En 2012, empezó a competir en el Campeonato Argentino de Quadcross, consagrandóse campeón en las ediciones 2013 y 2016.
En 2018 tuvo una destacada actuación del Campeonato Argentino de Navegación siendo subcampeón, sin embargo lograría salir campeón en la categoría rally raid en 2023.
Empezó a competir en el Rally Dakar, con una etapa ganada, sería subcampeón en las ediciones 2022 y 2023, siendo superado en ambas ocasiones por Alexandre Giroud.
En 2023 participó en el Desafío Ruta 40, logrando un nuevo subcampeonato, pese a ganar la segunda y cuarta etapa, fue superado por Manuel Andújar por una diferencia de 13 minutos y 7 segundos.

## Palmarés
| Año  | Título                             | Categoría  |
| ---- | ---------------------------------- | ---------- |
| 2013 | Campeonato Argentino de Quadcross  | Quads      |
| 2016 | Campeonato Argentino de Quadcross  | Quads      |
| 2023 | Campeonato Argentino de Navegación | Rally Raid |
| 2024 | ATV CROSS Championship             | Quads      |

## Resultados

### Rally Dakar
| Año     | Clase | Vehículo | Posición | Etapas |
| ------- | ----- | -------- | -------- | ------ |
| 2022    | Quads | Yamaha   | 2.º      | 1      |
| 2023    | Quads | Yamaha   | 2.º      | 1      |
| 2024    | Quads | Yamaha   | Ret.     | 1      |
| Fuente: |       |          |          |        |

### Campeonato Mundial de Rally Raid (FIM)
| Año     | Clase | Vehículo | Posición | Puntaje | Victorias |
| ------- | ----- | -------- | -------- | ------- | --------- |
| 2022    | Quads | Yamaha   | 4.º      | 30      | -         |
| Fuente: |       |          |          |         |           |